# Ancient Mail Verlag
Der Ancient Mail Verlag (voller Name Werner Betz Ancient Mail Verlag laut DNB) ist ein deutscher Independent-Verlag. Er wurde 1999 von Werner Betz gegründet und hat seinen Sitz in der hessischen Stadt Groß-Gerau.  Ein wesentlicher Programmschwerpunkt liegt in Themenfeldern der Para- und Grenzwissenschaften.

## Veröffentlichungen (Auswahl)
- Christian Brachthäuser: Palmen, Petroglyphen & Pyramidengräber: auf der Suche nach einer verschollenen Hochkultur in der Sahara, 2004, ISBN 3-935910-17-7
- Arthur Guirdham: Ein Fuß in beiden Welten: Autobiografie eines Arztes, übersetzt von Carmen-Sylvia Kremer, 2004, ISBN 3-935910-14-2
- Peter Krassa: Das Geheimnis der Goldenen Höhle, 2004, ISBN 3-935910-10-X
- Wilhelm Kaltenstadler: Wie Europa wurde was es ist. Beiträge zu den Wurzeln der europäischen Kultur, 2006, ISBN 978-3-935910-37-8
- Theo Locher: Jenseitskontakte mit technischen Mitteln, 2007, ISBN 978-3-935910-50-7
- Henri Boudet: Die wahre Sprache der Kelten und Der Kromlech von Rennes-le-Bains, übersetzt von Kerstin Kämpf, 2009, ISBN 3-935910-64-9
- Axel Ertelt: Das Mittelalter war ganz anders, 2010, ISBN 978-3-935910-73-6
- Walter-Jörg Langbein: Das verlorene Symbol und die Heiligen Frauen, 2013, ISBN 978-3-944198-73-6
- Wilfried Briegel, Axel Ertelt: Die Heimat der Götter, 2013, ISBN 978-3-944198-94-1
- Peter Spohr: Maria Einsiedel. Pater Dionys, ein (fast) unbekannter Märtyrer und die Geschichte des Klosters, 2013, ISBN 978-3-943565-09-6
- York-Egbert König, Kristin Schwamm (Hrsg.): Scherzo in Moll. Lebenserinnerungen einer Rilke-Korrespondentin. Lisa Heise, 2015, ISBN 978-3-95652-107-2
- Maxim Niederhauser: Die Goldene Stadt im Untersberg, 2016, ISBN 978-3-95652-177-5
- Lars A. Fischinger: Nazca und der „Flughafen der Außerirdischen“: Auf der Suche nach dem Mythos vom „UFO-Flugplatz in Peru“, 2020, ISBN 978-3-95652-294-9
- Hartwig Hausdorf: Verschollen, 2022, ISBN 978-3-95652-326-7
- Axel Ertelt und Wilfried Stevens: Portale und Teleportation: Schlüssel für Interstellare Reisen und Zeitreisen, 2023, ISBN 978-3-95652-334-2.
- Hartwig Hausdorf: Unser Planet der Pyramiden, 2023, ISBN 978-3-95652-333-5.
- Andreas Laue: Menschen spurlos verschwunden – Band 2: Weltweit 411, 2024, ISBN 978-3-95652-340-3.